# Emmeline Pethick-Lawrence
Emmeline Pethick-Lawrence (también Lady Pethick-Lawrence (21 de octubre de 1867 – 11 de marzo de 1954) fue una activista británica por los derechos de las mujeres.

## Biografía
Emmeline Pethick nació el 21 de octubre de 1867 en Brístol. Su padre fue un empresario. Fue la segunda de 13 hijos, asistió a un internado a los 8 años.
De 1891 a 1895 trabajó como "hermana del pueblo" para la Misión Metodista de Londres occidental en Cleveland Hall, cerca de Fitzroy Square.
Ayudó a Mary Neal a gestionar el club de niñas en la misión. En el otoño de 1895 dejó la misión junto a Mary Neal para fundar el Espérance Club, un club de niñas que no estaba sujeto a las limitaciones de la misión y podían experimentar con danza y teatro.
Pethick también fundó Maison Espérance, una cooperativa textil con un salario mínimo, una jornada de ocho horas y una agenda de vacaciones.
Se casó con Frederick Lawrence en 1901, y la pareja adoptó el apellido conjunto Pethick-Lawrence. Fue miembro de la Suffrage Society y allí conoció a Emmeline Pankhurst, en 1906. Ejerció el cargo de tesorera de la Unión Social y Política de las Mujeres "(Women's Social and Political Union - WSPU)" y recaudó £134,000 a lo largo de seis años.

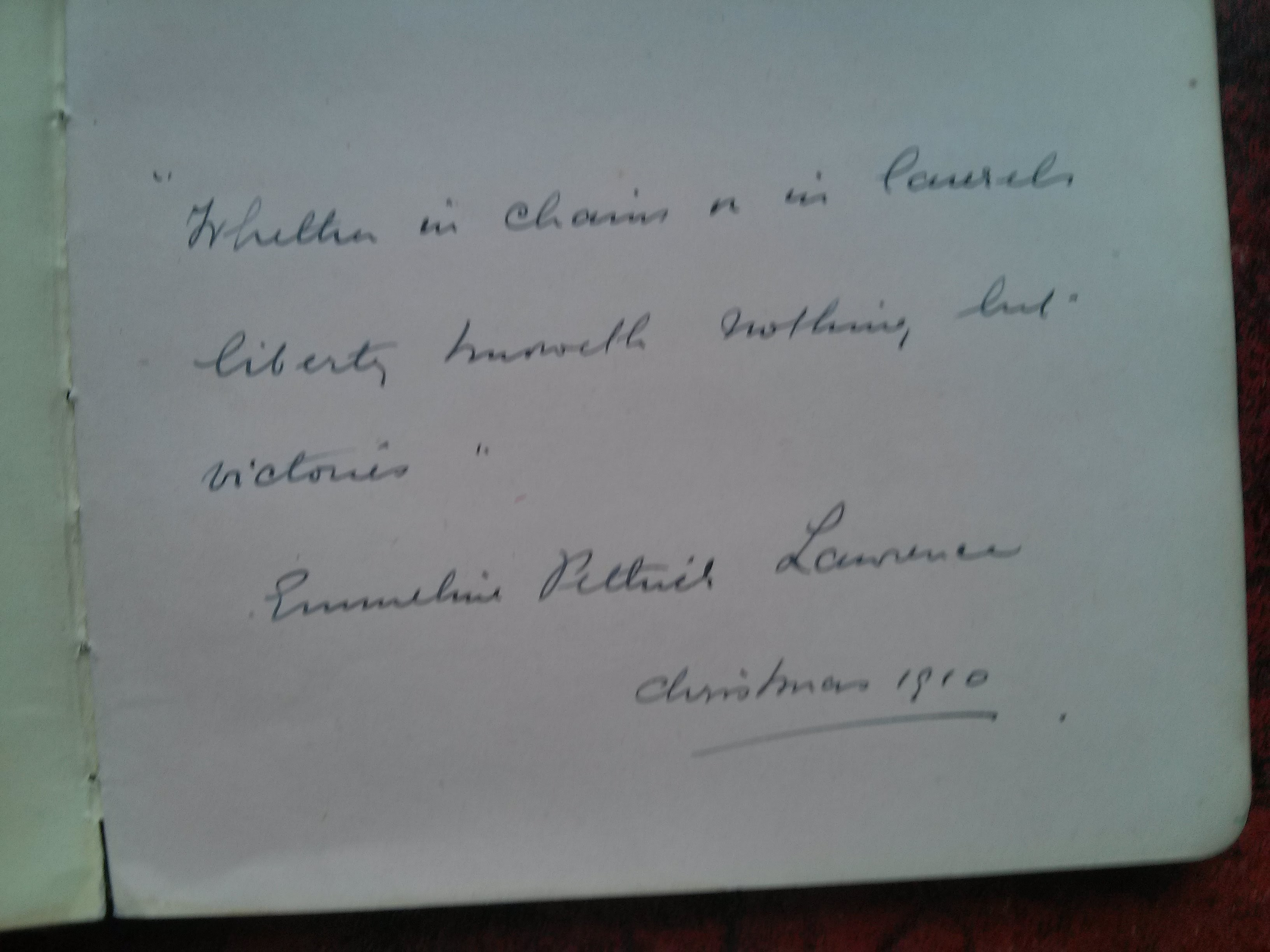
Texto manuscrito de Emmeline Pethick-Lawrence en el cuaderno de prisioneros de la WSPU de Mabel Cappers, diciembre de 1910

Pethick-Lawrence editó la publicación Votes for Women con su esposo en 1907. La pareja fue arrestada y enviada a prisión en 1912 bajo el cargo de conspiración luego de movilizaciones en las que se rompieron ventanas, aunque ellos se habían manifestado en contra de esas acciones. Luego de su liberación, fueron expulsados de la WSPU por Emmeline Pankhurst y su hija, Christabel debido a los crecientes desacuerdos acerca de la utilización de tácticas más radicales a las que los Pethick-Lawrences se oponían. Se unieron entonces al United Suffragists. Emmeline asistió al Congreso Internacional de Mujeres en La Haya, en 1915. Fue candidata por el Partido Laborista en 1918.
En 1938 Pethick-Lawrence publicó sus memorias, haciendo particular énfasis en su visión acerca de la radicalización del movimiento sufragista en la víspera de la Primera Guerra Mundial.
En 1945 se convirtió en Lady Pethick-Lawrence cuando su marido accedió al título de barón.